# 8. Kavallerie-Division (Königlich Sächsische)
Die 8. Kavallerie-Division (Königlich Sächsische) war ein Großverband der Sächsischen Armee im Ersten Weltkrieg.

## Gliederung
- 1. Kavallerie-Brigade Nr. 23
  - Garde-Reiter-Regiment (1. Schweres Regiment)
  - 1. Ulanen-Regiment Nr. 17 „Kaiser Franz Josef von Österreich, König von Ungarn“
- 38. Kavallerie-Brigade
  - Jäger-Regiment zu Pferde Nr. 2
  - Jäger-Regiment zu Pferde Nr. 6
- 4. Kavallerie-Brigade Nr. 40
  - Karabinier-Regiment (2. Schweres Regiment)
  - 3. Ulanen-Regiment Nr. 21 „Kaiser Wilhelm II., König von Preußen“
- Reitende Abteilung des 1. Feldartillerie-Regiments Nr. 12
- MG-Abteilung Nr. 8
- Pionier-Abteilung

## Geschichte
Die Division wurde im Rahmen der Mobilmachung zu Beginn des Ersten Weltkriegs gebildet, zunächst an der West- und ab September 1914 an der Ostfront eingesetzt. Im Oktober 1917 hatte sie ihre Pferde abgegeben. Am 5. April 1918 wurde der Verband aufgelöst.

### Gefechtskalender

#### 1914
- 05. bis 19. August – Grenzschutz und Aufklärungsgefechte in Lothringen
- 20. bis 22. August – Schlacht in Lothringen
- 22. bis 31. August – Schlacht vor Nancy-Epinal
- 31. August bis 4. September – Transport nach Ostpreußen
- 05. bis 15. September – Schlacht an den Masurischen Seen
- 01. bis 8. Oktober – Aufklärungsgefechte zwischen Pilica und Bzura
- 09. bis 19. Oktober – Schlacht bei Warschau
- 22. bis 28. Oktober – Kämpfe an der Rawka
- 03. bis 5. November – Kavalleriekämpfe an der Warta
- 09. November – Kavalleriekämpfe an der Warta
- 16. November bis 15. Dezember – Schlacht bei Łódź
- ab 18. Dezember – Schlacht an der Rawka-Bzura

#### 1915
- bis 15. Juni – Schlacht an der Rawka-Bzura
- 16. Juni bis 13. Juli – Gefecht an der unteren Windau
- 14. bis 25. Juli – Schlacht um Schaulen
- 26. Juli bis 2. August – Gefechte gegen Mitau
- 03. bis 28. August – Stellungskämpfe an der Aa, Ekau und Düna
- 29. August bis 3. September – Gefechte am Njemenek und an der Düna
- 05. bis 28. September – Gefechte gegen Jakobstadt
- ab 29. September – Stellungskämpfe vor Jakobstadt

#### 1916
- bis 5. Februar – Stellungskämpfe vor Jakobstadt

#### 1917
- 23. Januar bis 3. Februar – Winterschlacht an der Aa
- 05. Februar bis 7. Dezember – Stellungskämpfe vor Dünaburg
- 07. bis 17. Dezember – Waffenruhe
- ab 17. Dezember – Waffenstillstand

#### 1918
- bis 18. Februar – Waffenstillstand
- 18. Februar – Handstreich auf Dünaburg
- 18. Februar bis 3. März – Offensive gegen den Peipussee und die obere Düna
- 03. bis 8. März – Okkupation russischen Gebietes zwischen oberer Düna und Peipussee
- 05. bis 23. März – Bandenkämpfe bei Ljuzyn
- 22. März bis 4. April – Okkupation großrussischen Gebietes
- 05. April – Auflösung der Division

## Kommandeure
| Dienstgrad      | Name                               | Datum                              |
| --------------- | ---------------------------------- | ---------------------------------- |
| Generalleutnant | Günther von der Schulenburg-Hehlen | 2. August bis 30. Oktober 1914     |
| Generalleutnant | Robert von Kap-Herr                | 31. Oktober 1914 bis 12. Juni 1915 |
| Generalmajor    | Eberhard von Schmettow             | 12. Juni 1915 bis 1. August 1916   |
| Generalmajor    | Otto von der Decken                | 1. August 1916 bis September 1917  |
| Generalmajor    | Viktor von Rosenberg-Lipinski      | September 1917 bis 5. April 1918   |